# Chapelle Saint-Gildas de Bieuzy
La chapelle Saint-Gildas est un lieu de culte catholique situé sur la commune de Bieuzy, dans le Morbihan.

## Historique
Selon la légende, le missionnaire gallois saint Gildas de Rhuys et son disciple saint Bieuzy se retirent en 538 dans une grotte située sur les bords du Blavet dans le dernier méandre avant la butte de Castennec au sud près de Bieuzy, promontoire jadis occupé par un oppidum gaulois puis le vicus romain de Sulim où était adoré une idole païenne, la statue d'Isis ou de Vénus. Malgré leur vie cénobitique, les populations d'alentour accourent vers cet ermitage encastré sous le rocher et des moines viennent de l’abbaye de Rhuys pour retrouver leur abbé Gildas. Ce lieu aurait été alors converti en double oratoire sur lequel est édifié au XVe siècle une chapelle qui devient le prieuré de la Roche-sur-Blavet, dépendant de l'abbaye de Rhuys jusqu’à la Révolution française. La chapelle semi-troglodytique actuelle n'est historiquement attestée que depuis le XVe siècle. Elle est fortement remaniée au XIXe siècle, avec notamment le mur sud qui est reconstruit en 1810 et la chapelle qui est allongée en 1837 vers l'ouest pour former un deuxième corps, peut-être la sacristie.

## Géologie du lieu et architecture
La chapelle semi-troglodytique au plan centré est blottie sous un surplomb rocheux, formé par un puissant filon de quartz à très gros grain (émanation marginale du massif granitique de Pontivy) qui recoupe le socle briovérien.
Elle est formée de deux corps en alignement. Le premier à l'est est construit en gros moellons partiellement réguliers de granite et de quartz et est dallé de granite. Il se compose d'un vaisseau couvert d'un toit en ardoise à longs pans et lambrissé sur la demi-charpente qui repose sur une sablière, le reste de la couverture étant constitué par le rocher. Un arc diaphragme en arc brisé, qui supportait peut-être un jubé disparu, sépare la nef du chœur qui correspondaient aux deux oratoires du XVe siècle. Le second corps à l'ouest est en pierre de taille de granite a une couverture en charpente et un sol en terre battue. Une fontaine d'attache, simple trou dans le sol, est ménagée contre le mur nord. À l’extérieur, un escalier mène à la « chaire de Saint-Gildas » d’où le saint aurait prêché et harangué les foules. Selon la tradition locale, la fontaine en contrebas de cette chaire naturelle, taillée dans le rocher, aurait pour vertu de guérir la stérilité.

## Mobilier
La chapelle possède deux autels de pierre dédiés à saint Gildas et saint Bieuzy et deux statues des saints en plâtre polychrome datant du XIXe siècle.
Elle conserve également une pierre sonnante posée sur un socle de granite et qui a la particularité de rendre un son presque métallique (rappelant celui d’une enclume ou d'une cloche) quand on la frappe avec le galet posé à proximité, l'idiophone étant constitué d'une roche porphyrique schisteuse ou d'une cornéenne à minéraux. Selon la légende, cette pierre, parfois posée au pied de l’escalier de la chaire extérieure, servait à saint Gildas pour appeler les fidèles à l'office. La pierre est inscrite au titre des monuments historiques par arrêté du 12 mai 1981. L’église Notre-Dame de Bieuzy en conserve une seconde plus petite.

## Galerie

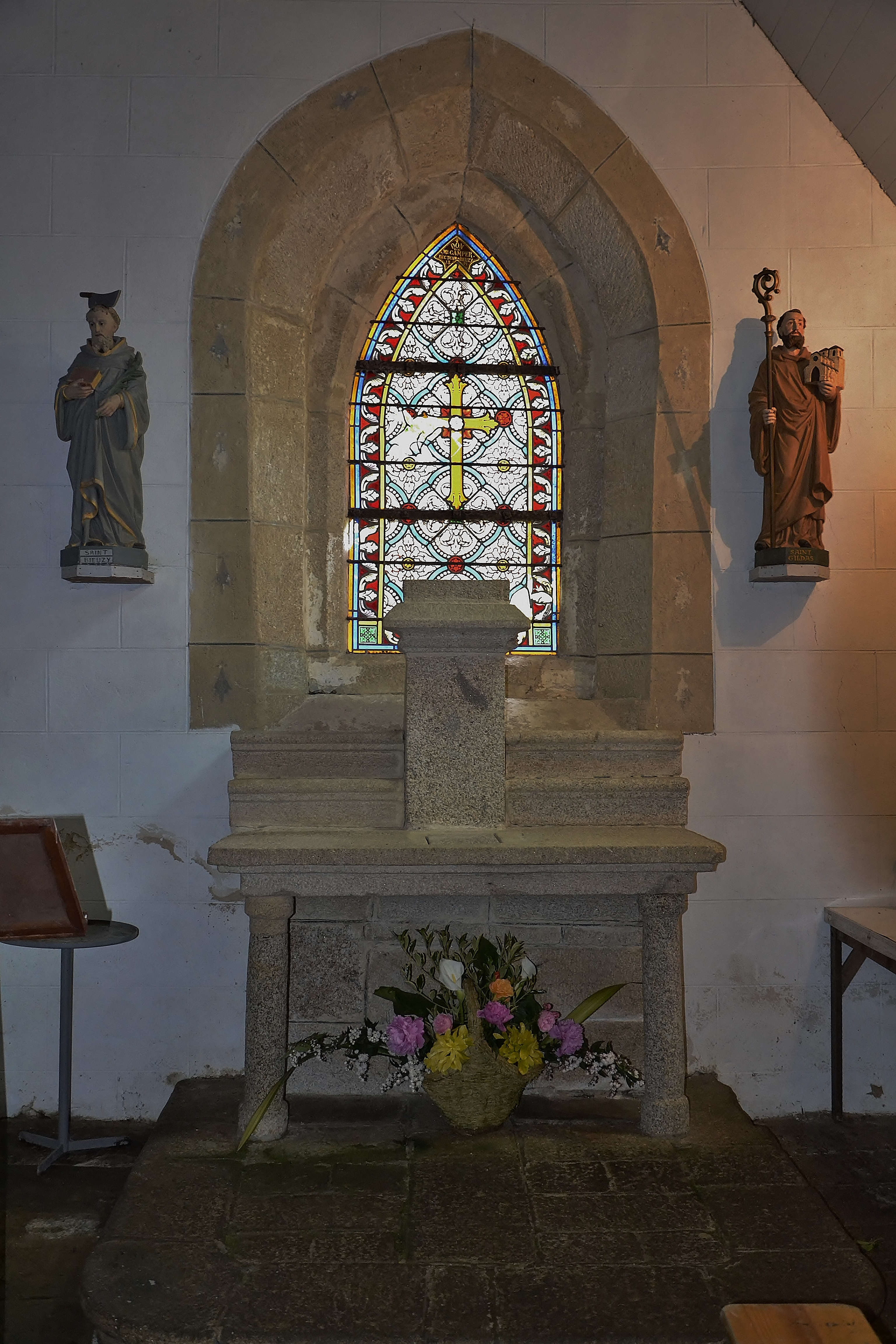
Autel encadré par les deux statues
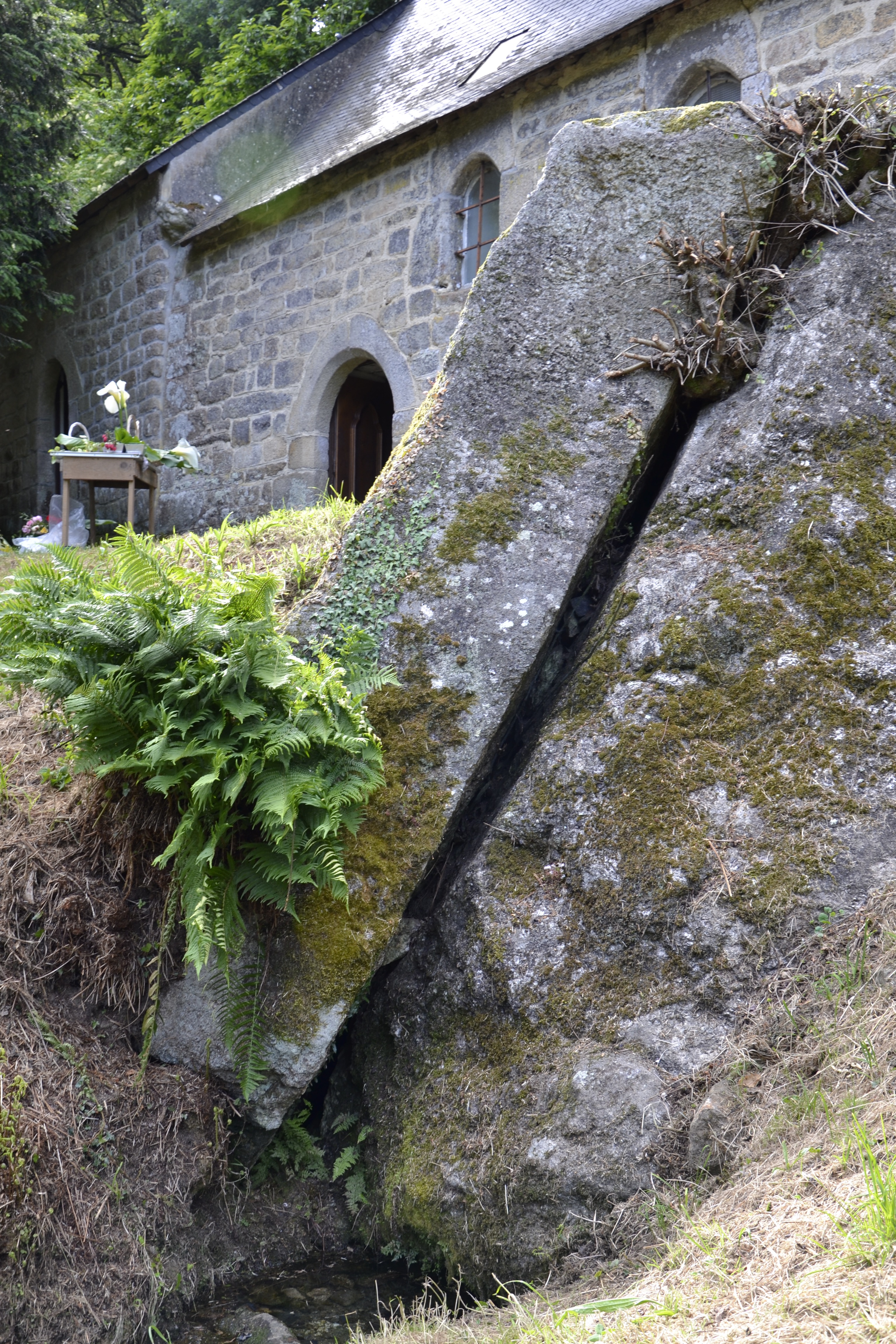
Fontaine et « chaire de Saint-Gildas »
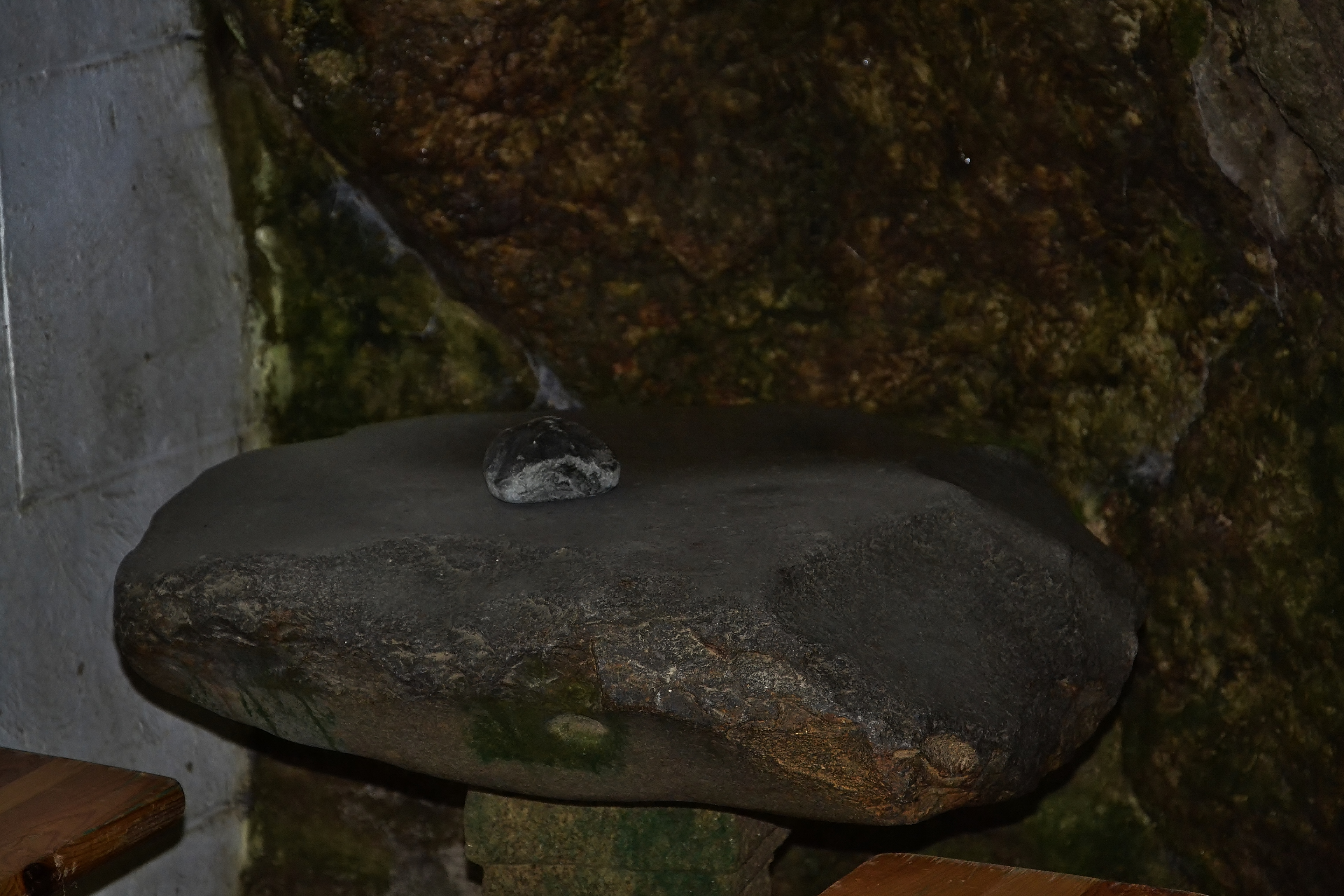
Pierre sonnante
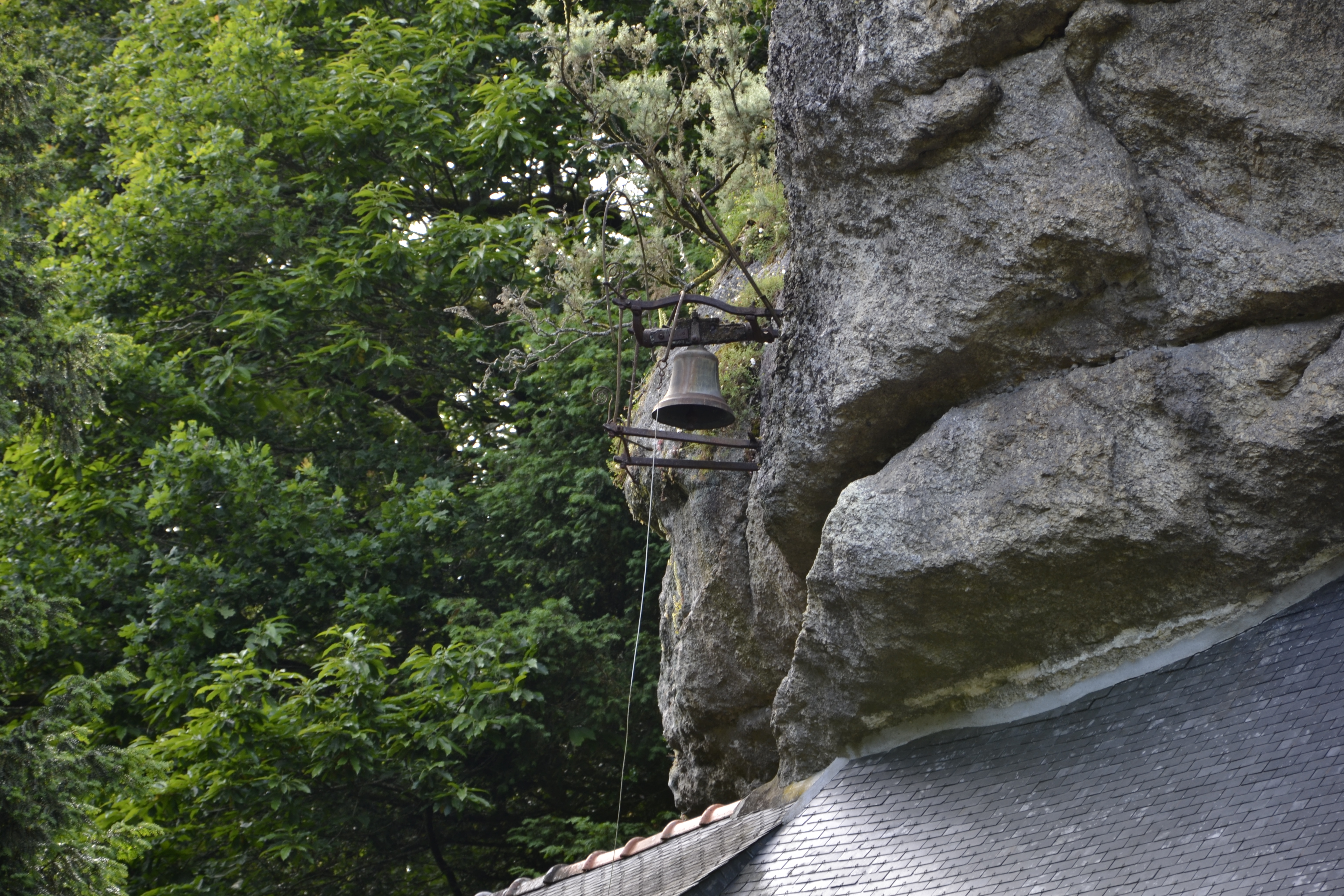
De la cloche fixée au rocher descend une chaîne à travers le toit

## Écologie
La chapelle est protégée par un arrêté préfectoral de protection de biotope depuis le 16 octobre 2017, pour la protection du petit rhinolophe.